# Montgras
Montgras est une commune française située dans le nord du département de la Haute-Garonne en région Occitanie.
Sur le plan historique et culturel, la commune est dans le Pays toulousain, qui s’étend autour de Toulouse le long de la vallée de la Garonne, bordé à l’ouest par les coteaux du Savès, à l’est par ceux du Lauragais et au sud par ceux de la vallée de l’ Ariège et du Volvestre. Exposée à un climat océanique altéré, elle est drainée par la Boulouze, le ruisseau de l'espérès, le ruisseau d'enguian et par deux autres cours d'eau. La commune possède un patrimoine naturel remarquable composé d'une zone naturelle d'intérêt écologique, faunistique et floristique.
Montgras est une commune rurale qui compte 115 habitants en 2022, après avoir connu une forte hausse de la population depuis 1975. Elle fait partie de l'aire d'attraction de Toulouse..

## Géographie

### Localisation
La commune de Montgras se trouve dans le département de la Haute-Garonne, en région Occitanie.
Elle se situe à 35 km à vol d'oiseau de Toulouse, préfecture du département, à 22 km de Muret, sous-préfecture, et à 28 km de Cazères, bureau centralisateur du canton de Cazères dont dépend la commune depuis 2015 pour les élections départementales.
La commune fait en outre partie du bassin de vie de Rieumes.
Les communes les plus proches sont : 
Lahage (1,4 km), Sabonnères (1,5 km), Pébées (2,5 km), Forgues (2,6 km), Bragayrac (3,4 km), Plagnole (4,4 km), Beaufort (4,5 km), Monès (4,6 km).
Sur le plan historique et culturel, Montgras fait partie des collines gasconnes du Savès, délimitées au sud et à l'est par les reliefs plus marqués des collines du Comminges, annonciatrices de la chaîne des Pyrénées, qui se dévoile pleinement depuis les coteaux ou les vallées. Ce territoire s'organise autour de la large vallée de la Save, dont la confluence avec les autres vallées majeures que sont la Gesse et l’Aussoue, s'opère au nord,.
Montgras est limitrophe de cinq autres communes dont une dans le département du Gers.
Les communes limitrophes sont  Beaufort, Lahage, Pébées, Rieumes et Sabonnères.
|               | Sabonnères | Beaufort |
| Pébées (Gers) | Montgras   | Rieumes  |
|               | Lahage     |          |

### Relief et géologie
La superficie de la commune est de 399 hectares ; son altitude varie de 229  à   331 mètres.

### Hydrographie

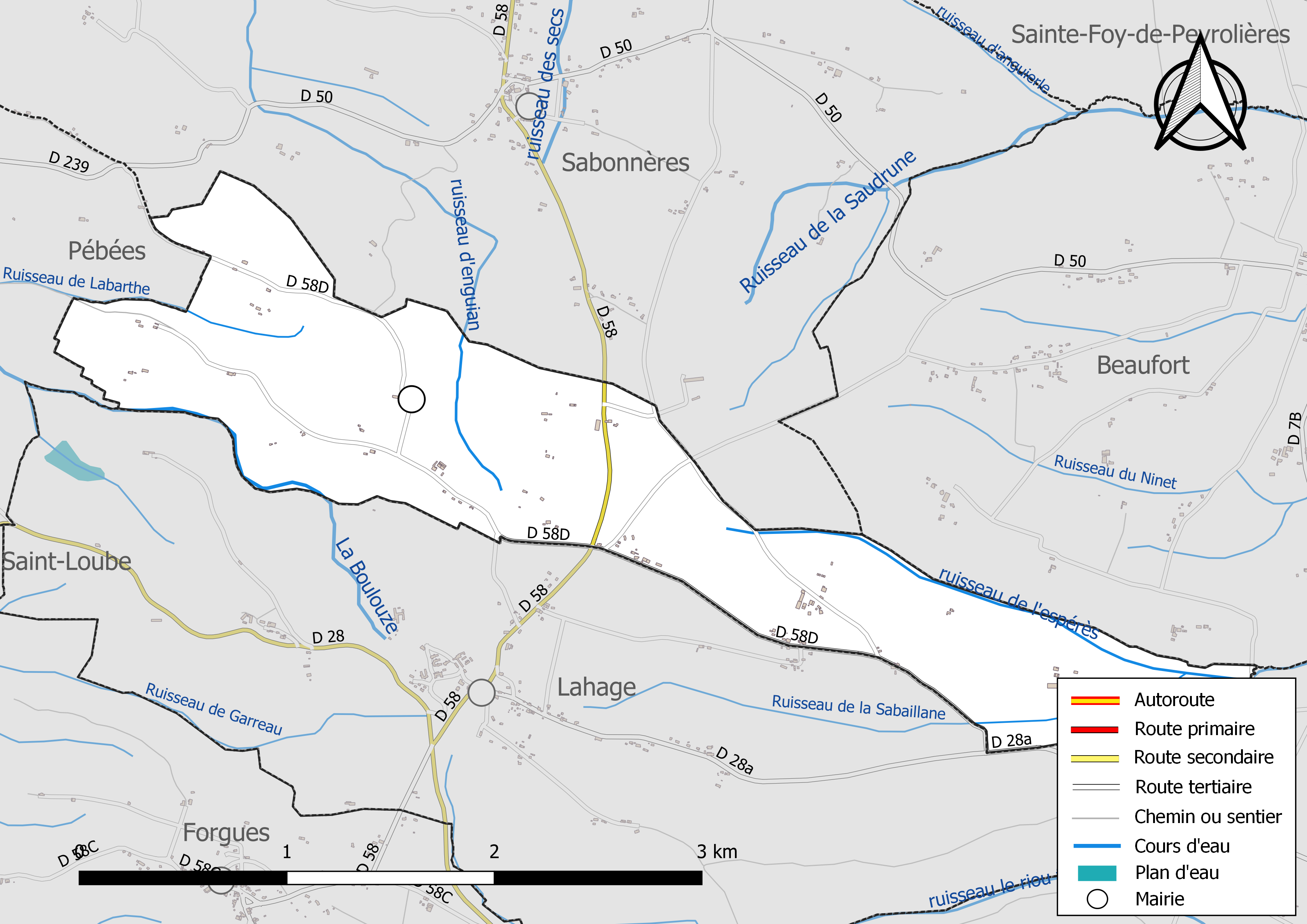
Réseaux hydrographique et routier de Montgras.

La commune est dans le bassin de la Garonne, au sein du bassin hydrographique Adour-Garonne. Elle est drainée par la Boulouze, le ruisseau de l'espérès, le ruisseau d'enguian, le ruisseau de Labarthe et le ruisseau de la Sabaillane, constituant un réseau hydrographique de 6 km de longueur totale,.
La Boulouze, d'une longueur totale de 19,7 km, prend sa source dans la commune de Lahage et s'écoule vers le nord. Elle traverse la commune et se jette dans La Save à Marestaing (32), après avoir traversé 10 communes.

### Climat
Pour des articles plus généraux, voir Climat de l'Occitanie et Climat de la Haute-Garonne.
En 2010, le climat de la commune est de type climat du Bassin du Sud-Ouest, selon une étude s'appuyant sur une série de données couvrant la période 1971-2000. En 2020, Météo-France publie une typologie des climats de la France métropolitaine dans laquelle la commune est exposée à un climat océanique altéré et est dans la région climatique Aquitaine, Gascogne, caractérisée par une pluviométrie abondante au printemps, modérée en automne, un faible ensoleillement au printemps, un été chaud (19,5 °C), des vents faibles, des brouillards fréquents en automne et en hiver et des orages fréquents en été (15 à 20 jours).
Pour la période 1971-2000, la température annuelle moyenne est de 12,9 °C, avec une amplitude thermique annuelle de 15,9 °C. Le cumul annuel moyen de précipitations est de 771 mm, avec 9,7 jours de précipitations en janvier et 5,9 jours en juillet. Pour la période 1991-2020, la température moyenne annuelle observée sur la station météorologique la plus proche, située sur la commune de Lherm à 14 km à vol d'oiseau, est de 13,6 °C et le cumul annuel moyen de précipitations est de 620,4 mm,. Pour l'avenir, les paramètres climatiques de la commune estimés pour 2050 selon différents scénarios d’émission de gaz à effet de serre sont consultables sur un site dédié publié par Météo-France en novembre 2022.

### Milieux naturels et biodiversité

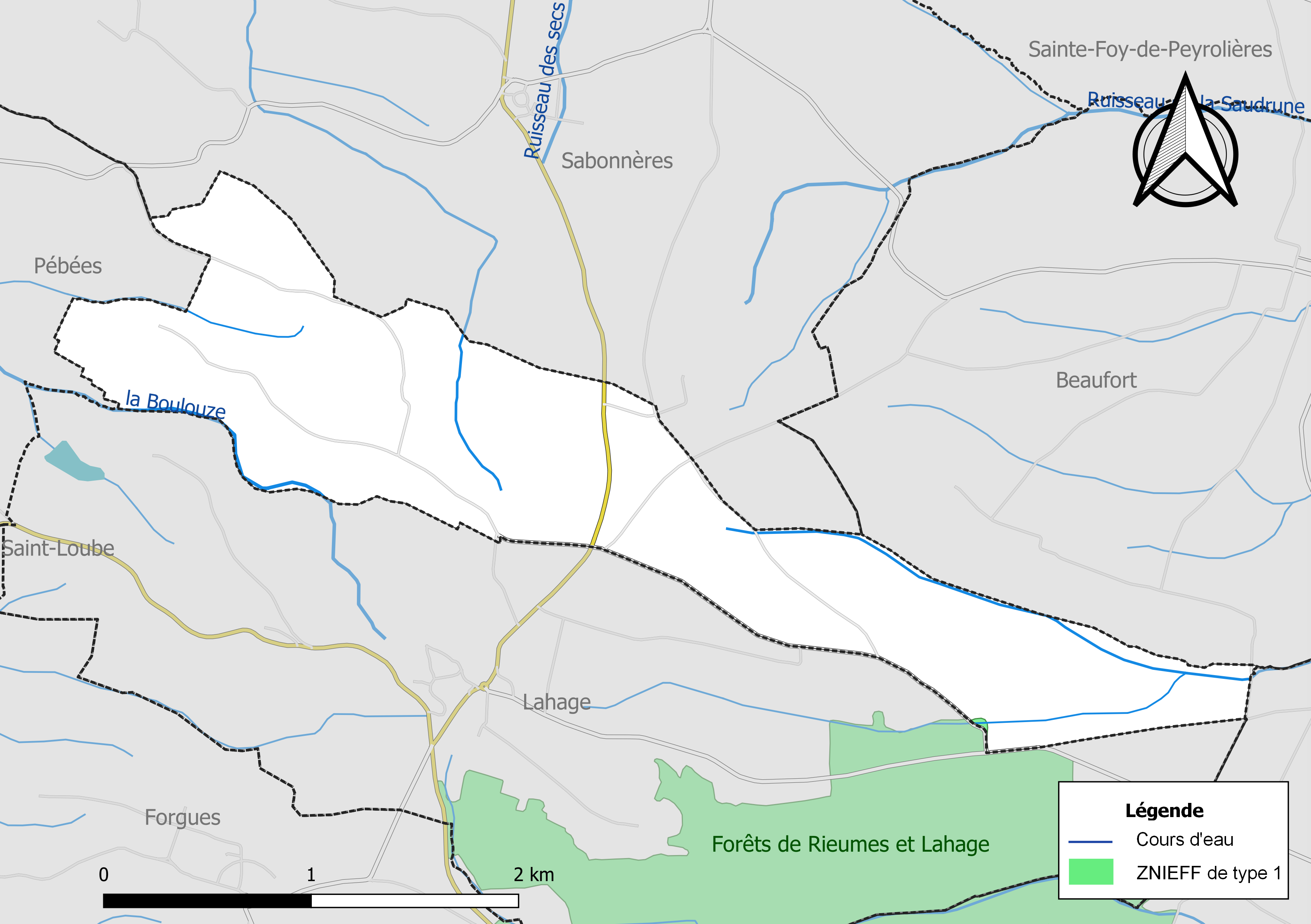
Carte de la ZNIEFF de type 1 localisée sur la commune.

L’inventaire des zones naturelles d'intérêt écologique, faunistique et floristique (ZNIEFF) a pour objectif de réaliser une couverture des zones les plus intéressantes sur le plan écologique, essentiellement dans la perspective d’améliorer la connaissance du patrimoine naturel national et de fournir aux différents décideurs un outil d’aide à la prise en compte de l’environnement dans l’aménagement du territoire.
Une ZNIEFF de type 1 est recensée sur la commune :
les « forêts de Rieumes et Lahage » (728 ha), couvrant 7 communes du département.

## Urbanisme

### Typologie
Au 1er janvier 2024, Montgras est catégorisée commune rurale à habitat très dispersé, selon la nouvelle grille communale de densité à sept niveaux définie par l'Insee en 2022.
Elle est située hors unité urbaine. Par ailleurs la commune fait partie de l'aire d'attraction de Toulouse, dont elle est une commune de la couronne,. Cette aire, qui regroupe 527 communes, est catégorisée dans les aires de 700 000 habitants ou plus (hors Paris),.

### Occupation des sols
L'occupation des sols de la commune, telle qu'elle ressort de la base de données européenne d’occupation biophysique des sols Corine Land Cover (CLC), est marquée par l'importance des territoires agricoles (93,2 % en 2018), une proportion identique à celle de 1990 (93,2 %). La répartition détaillée en 2018 est la suivante : 
terres arables (81,4 %), zones agricoles hétérogènes (10,1 %), forêts (6,8 %), prairies (1,7 %). L'évolution de l’occupation des sols de la commune et de ses infrastructures peut être observée sur les différentes représentations cartographiques du territoire : la carte de Cassini (XVIIIe siècle), la carte d'état-major (1820-1866) et les cartes ou photos aériennes de l'IGN pour la période actuelle (1950 à aujourd'hui).

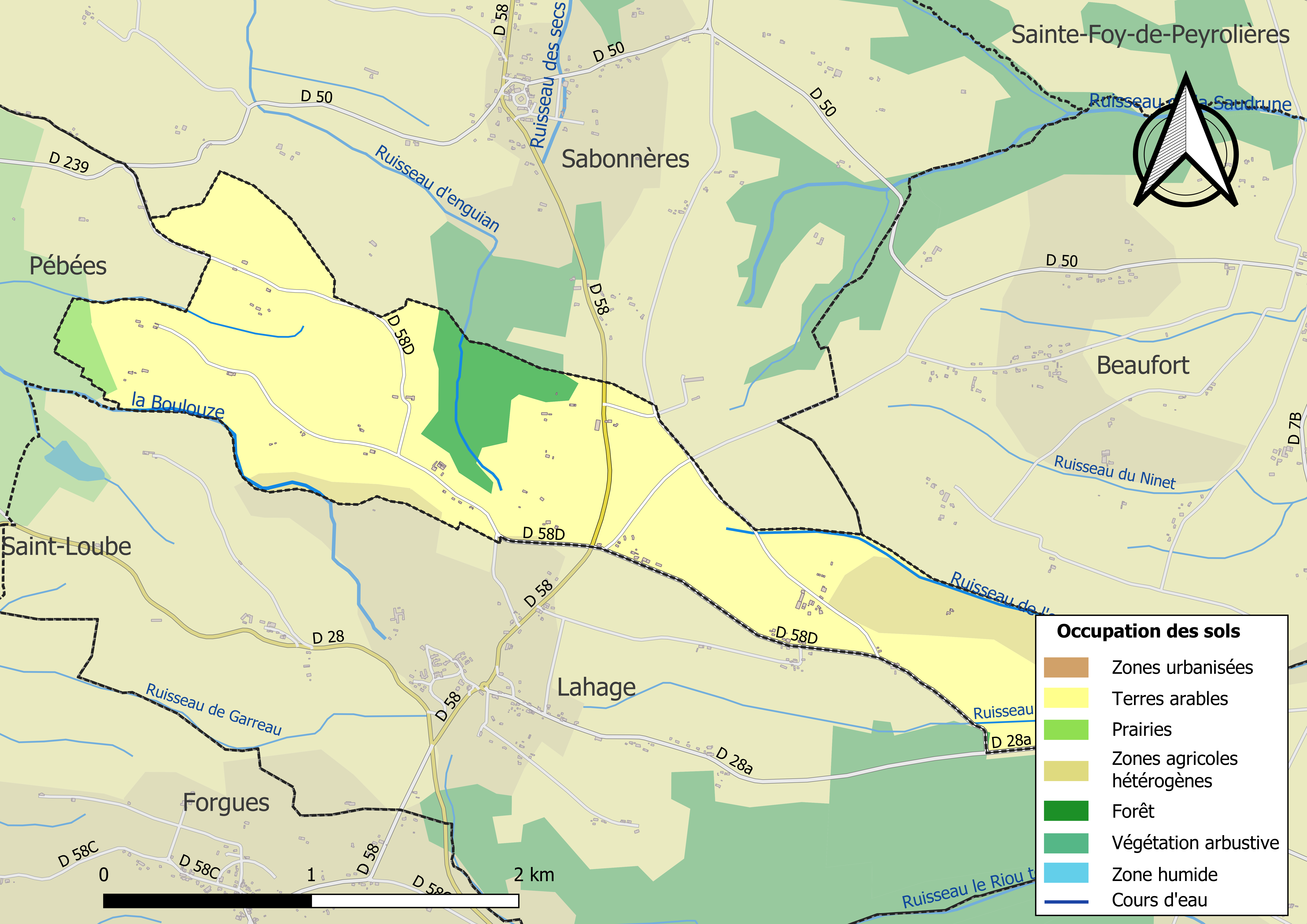
Carte des infrastructures et de l'occupation des sols de la commune en 2018 (CLC).

### Voies de communication et transports
Accès avec la route départementale D 58D.

### Risques majeurs
Le territoire de la commune de Montgras est vulnérable à différents aléas naturels : météorologiques (tempête, orage, neige, grand froid, canicule ou sécheresse), feux de forêts et séisme (sismicité très faible). Un site publié par le BRGM permet d'évaluer simplement et rapidement les risques d'un bien localisé soit par son adresse soit par le numéro de sa parcelle.
Un plan départemental de protection des forêts contre les incendies a été approuvé par arrêté préfectoral du 25 septembre 2006. Montgras est exposée au risque de feu de forêt du fait de la présence sur son territoire du massif de Rieumes. Il est ainsi défendu aux propriétaires de la commune et à leurs ayants droit de porter ou d’allumer du feu dans l'intérieur et à une distance de 200 mètres des bois, forêts, plantations, reboisements ainsi que des landes. L’écobuage est également interdit, ainsi que les feux de type méchouis et barbecues, à l’exception de ceux prévus dans des installations fixes (non situées sous couvert d'arbres) constituant une dépendance d'habitation,

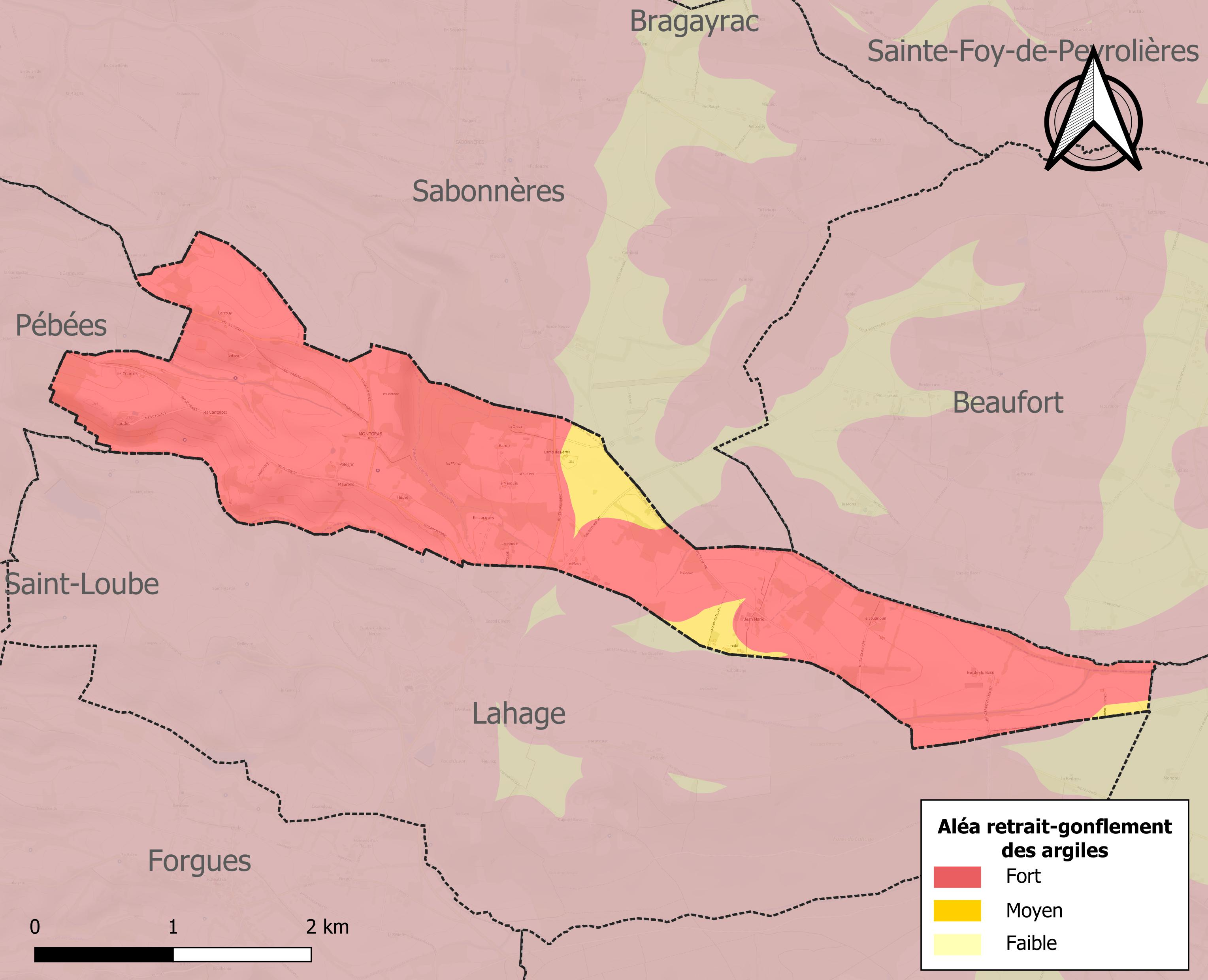
Carte des zones d'aléa retrait-gonflement des sols argileux de Montgras.

Le retrait-gonflement des sols argileux est susceptible d'engendrer des dommages importants aux bâtiments en cas d’alternance de périodes de sécheresse et de pluie. La totalité de la commune est en aléa moyen ou fort (88,8 % au niveau départemental et 48,5 % au niveau national). Sur les 43 bâtiments dénombrés sur la commune en 2019, 43 sont en aléa moyen ou fort, soit 100 %, à comparer aux 98 % au niveau départemental et 54 % au niveau national. Une cartographie de l'exposition du territoire national au retrait gonflement des sols argileux est disponible sur le site du BRGM,.
Par ailleurs, afin de mieux appréhender le risque d’affaissement de terrain, l'inventaire national des cavités souterraines permet de localiser celles situées sur la commune.
Concernant les mouvements de terrains, la commune a été reconnue en état de catastrophe naturelle au titre des dommages causés par la sécheresse en 1989, 1998, 2003 et 2011 et par des mouvements de terrain en 1999.

## Politique et administration

### Administration municipale
Le nombre d'habitants au recensement de 2011 étant compris entre 0 et 100, le nombre de membres du conseil municipal pour l'élection de 2014 est de sept,.

### Rattachements administratifs et électoraux
Commune faisant partie de la huitième circonscription de la Haute-Garonne de la communauté de communes Cœur de Garonne et du canton de Cazères (avant le redécoupage départemental de 2014, Montgras faisait partie de l'ex-canton de Rieumes) et avant le 1er janvier 2017 elle faisait aussi partie de la communauté de communes du Savès.

### Liste des maires
| Période                                  | Période  | Identité        | Étiquette | Qualité |
| ---------------------------------------- | -------- | --------------- | --------- | ------- |
| mars 2001                                | 2008     | Marcel Galeppe  |           |         |
| mars 2008                                | 2014     | Patrick Carraro |           |         |
| mars 2014                                | 2020     | Richard Rossi   | SE        | Artisan |
| 2020                                     | En cours | Éric Castillon  |           |         |
| Les données manquantes sont à compléter. |          |                 |           |         |

## Population et société

### Démographie
| 1793 | 1800 | 1806 | 1821 | 1831 | 1836 | 1841 | 1846 | 1851 |
| ---- | ---- | ---- | ---- | ---- | ---- | ---- | ---- | ---- |
| 122  | 122  | 138  | 142  | 126  | 127  | 141  | 144  | 142  |

| 1856 | 1861 | 1866 | 1872 | 1876 | 1881 | 1886 | 1891 | 1896 |
| ---- | ---- | ---- | ---- | ---- | ---- | ---- | ---- | ---- |
| 164  | 209  | 212  | 170  | 130  | 126  | 129  | 125  | 110  |

| 1901 | 1906 | 1911 | 1921 | 1926 | 1931 | 1936 | 1946 | 1954 |
| ---- | ---- | ---- | ---- | ---- | ---- | ---- | ---- | ---- |
| 115  | 112  | 115  | 87   | 82   | 81   | 98   | 95   | 88   |

| 1962 | 1968 | 1975 | 1982 | 1990 | 1999 | 2006 | 2008 | 2013 |
| ---- | ---- | ---- | ---- | ---- | ---- | ---- | ---- | ---- |
| 71   | 65   | 64   | 62   | 52   | 46   | 82   | 92   | 97   |

| 2018 | 2022 | - | - | - | - | - | - | - |
| ---- | ---- | - | - | - | - | - | - | - |
| 108  | 115  | - | - | - | - | - | - | - |

| selon la population municipale des années : | 1968 | 1975 | 1982 | 1990 | 1999 | 2006 | 2009 | 2013 |
| Rang de la commune dans le département      | 496  | 481  | 527  | 548  | 561  | 500  | 488  | 483  |
| Nombre de communes du département           | 592  | 582  | 586  | 588  | 588  | 588  | 589  | 589  |

### Enseignement
Montgras fait partie de l'académie de Toulouse.

### Activités sportives
Chasse, pétanque,

### Écologie et recyclage
La collecte et le traitement des déchets des ménages et des déchets assimilés ainsi que la protection et la mise en valeur de l'environnement se font dans le cadre de la Communauté de communes du Savès.
Il existe une déchèterie située sur la commune de Rieumes (déchèterie du Savès).

## Économie

### Emploi
|                | 2008  | 2013  | 2018  |
| -------------- | ----- | ----- | ----- |
| Commune        | 3,6 % | 8,2 % | 6,2 % |
| Département    | 7,7 % | 9,6 % | 9,3 % |
| France entière | 8,3 % | 10 %  | 10 %  |

En 2018, la population âgée de 15 à 64 ans s'élève à 65 personnes, parmi lesquelles on compte 83,1 % d'actifs (76,9 % ayant un emploi et 6,2 % de chômeurs) et 16,9 % d'inactifs,. Depuis 2008, le taux de chômage communal (au sens du recensement) des 15-64 ans est inférieur à celui de la France et du département.
La commune fait partie de la couronne de l'aire d'attraction de Toulouse, du fait qu'au moins 15 % des actifs travaillent dans le pôle,. Elle compte 9 emplois en 2018, contre 14 en 2013 et 18 en 2008. Le nombre d'actifs ayant un emploi résidant dans la commune est de 52, soit un indicateur de concentration d'emploi de 17,2 % et un taux d'activité parmi les 15 ans ou plus de 70,9 %.
Sur ces 52 actifs de 15 ans ou plus ayant un emploi, 5 travaillent dans la commune, soit 10 % des habitants. Pour se rendre au travail, 90,4 % des habitants utilisent un véhicule personnel ou de fonction à quatre roues, 1,9 % les transports en commun, 3,8 % s'y rendent en deux-roues, à vélo ou à pied et 3,8 % n'ont pas besoin de transport (travail au domicile).

### Activités hors agriculture
12 établissements sont implantés  à Montgras au 31 décembre 2019.
Le secteur des activités spécialisées, scientifiques et techniques et des activités de services administratifs et de soutien est prépondérant sur la commune puisqu'il représente 41,7 % du nombre total d'établissements de la commune (5 sur les 12 entreprises implantées  à Montgras), contre 19,8 % au niveau départemental.

### Agriculture
|               | 1988 | 2000 | 2010 | 2020 |
| ------------- | ---- | ---- | ---- | ---- |
| Exploitations | 12   | 8    | 14   | 9    |
| SAU (ha)      | 508  | 446  | 642  | 745  |

La commune est dans les « Coteaux du Gers », une petite région agricole occupant une partie nord-ouest du département de la Haute-Garonne, caractérisée par une succession de coteaux peu accidentés, les surfaces cultivées étant entièrement dévolues aux grandes cultures. En 2020, l'orientation technico-économique de l'agriculture  sur la commune est la culture de céréales et/ou d'oléoprotéagineuses. Neuf exploitations agricoles ayant leur siège dans la commune sont dénombrées lors du recensement agricole de 2020 (12 en 1988). La superficie agricole utilisée est de 745 ha,,.

## Culture locale et patrimoine

### Lieux et monuments
- Église Saint-Barthélemy à clocher mur.

### Divers
En Belgique francophone, une rue principale de Rebecq porte le nom de rue du Montgras.

## Pour approfondir